# 海老沢研
海老沢 研（えびさわ けん、1962年 - ）は、日本の天文学者。現職は、JAXA宇宙科学研究所・宇宙物理学研究系教授。

## 来歴・人物
東京都出身。神奈川県立厚木高等学校卒業、京都大学を経て1991年東京大学大学院理学系研究科修了（理学博士）。ISASで日本学術振興会特別研究員を務めた後、米国メリーランド州のNASAゴダード宇宙飛行センターおよびジュネーブ天文台（スイス）勤務を経て2005年より現職。専門は、X線天文学および天文観測衛星のデータアーカイブ開発である。
また海老沢は、TRY HARD GYMに所属するキックボクサーであり、バイクラリーや柔道、料理、ガーデニング、アイリッシュハープなど多彩な趣味を持っている。

## 研究テーマ
- X線天文衛星「すざく」を用いて行う観測的天体物理学。
- 銀河系内外のブラックホールに関する研究。
- 銀河面リッジX線放射の起源天体の解明。
- 他分野にわたるJAXAの科学衛星データアーカイブの構築[4]。